# Pseudonapomyza palliditarsis
Pseudonapomyza palliditarsis är en tvåvingeart som beskrevs av Cerny 1992. Pseudonapomyza palliditarsis ingår i släktet Pseudonapomyza och familjen minerarflugor.
Artens utbredningsområde är Tjeckien. Inga underarter finns listade i Catalogue of Life.